# Santa Maria di Galeria

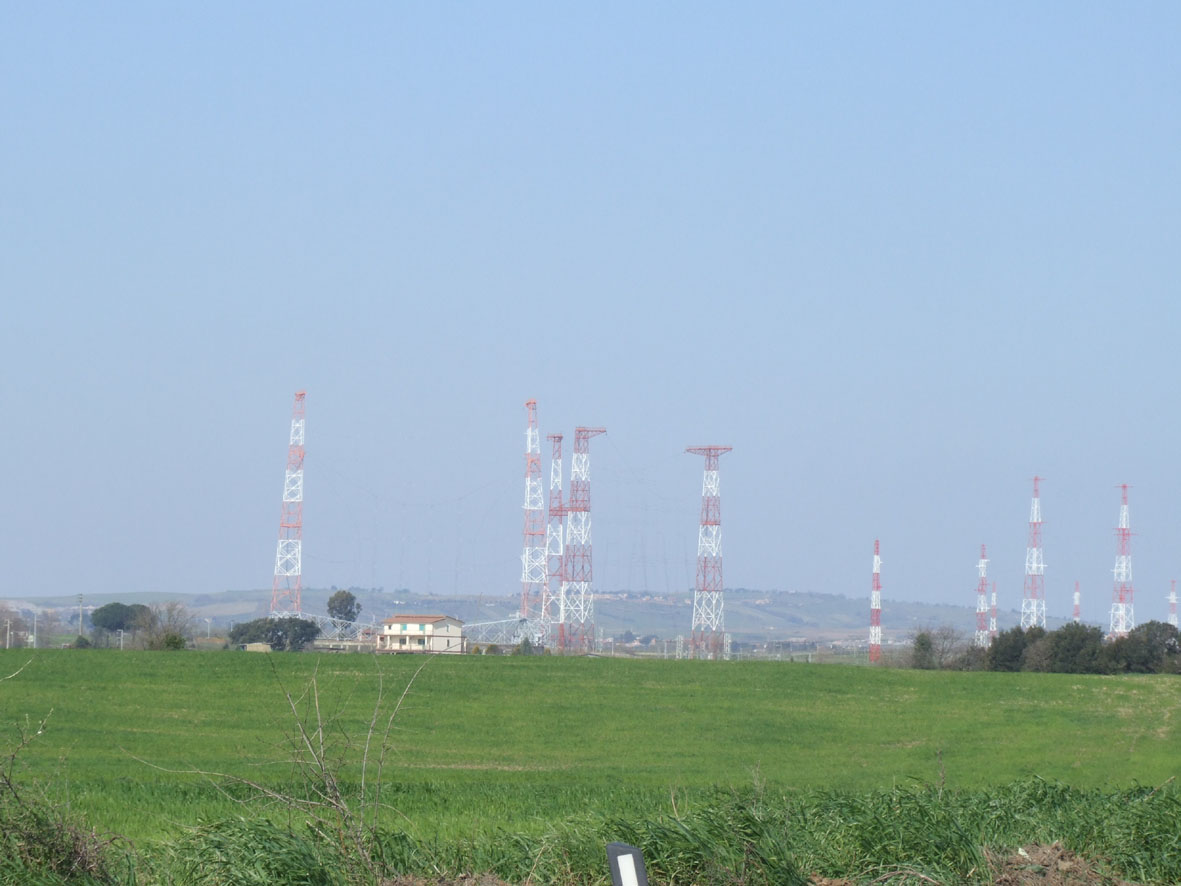
Sendemasten bei Santa Maria di Galeria

Santa Maria di Galeria ist eine Fraktion, die die Zone Z.XLIX im römischen Municipio XIV bildet. Sie liegt am nördlichen Stadtrand von Rom und hat 3126 Einwohner (2006).

## Sendeanlage von Radio Vatikan
In der Nähe von Santa Maria di Galeria befindet sich auf einem großen landwirtschaftlichen Gelände seit 1957 eine große Sendeanlage für Kurzwelle von Radio Vatikan. Das Gebiet der Sendeanlage ist eine exterritoriale Besitzung des Heiligen Stuhls.
Bemerkenswert war die Sendeanlage für Mittelwelle am gleichen Ort. Sie bestand aus vier 94 Meter hohen geerdeten Türmen, an denen an horizontalen Auslegern die Drähte einer Reusenantenne befestigt waren. Die Sendeantenne, über die Radio Vatikan auf 1530 kHz sein Programm für Europa ausstrahlte, verfügte über eine umschaltbare Richtcharakteristik. Nach Stilllegung des starken Europa-Senders 2011 wurde dessen Sendeantenne 2014 abgebaut.
Wegen der Aufstellung von Sendemasten mit angeblich zu hoher elektromagnetischer Strahlung waren im Jahr 2000 die ehemaligen Generaldirektoren von Radio Vatikan Roberto Kardinal Tucci und Pasquale Borgomeo unter dem Vorwurf „gefährlichen Werfens von Gegenständen“ angeklagt worden. Nach Klärung der Zulässigkeit der Anklage durch den Kassationshof wurden beide 2005 vom Tribunal von Rom zu jeweils einer zehntägigen Haftstrafe verurteilt, deren Vollstreckung gegen Zahlungsauflagen ausgesetzt wurde. Das Appellationsgericht von Rom sprach sie 2007 frei, der Kassationshof hob diesen Freispruch jedoch 2008 auf. Das Appellationsgericht ordnete daraufhin 2009 erneut Zahlungsauflagen an; der Kassationshof bestätigte dies 2011 allein gegen Tucci, nachdem Borgomeo 2009 verstorben war.
Außerdem beantragte die Staatsanwaltschaft einen wissenschaftlich-technischen Bericht zu den Strahlungswirkungen, den die Untersuchungsrichterin Zaira Secchi 2010 vorlegte und der ein erhöhtes Risiko für Leukämie und Lymphome annimmt.